# Cinéma canadien anglophone
Pour un article plus général, voir Cinéma canadien.
 (juin 2025).
Le cinéma canadien anglophone est l'ensemble de la production de films en anglais, généralement tournés au Canada par les studios canadiens.

## Histoire
Le Canada se manifeste parallèlement par des films qui ont du mérite à rester hors du modèle hollywoodien. Le documentaire, outre les pionniers Colin Low et Wolf Koenig, fait preuve de sa vitalité à travers l’œuvre de Donald Brittain ou de Robin Spry. Le cinéma de la côte Ouest se différencie de son homologue oriental dans le documentaire (Who Has Seen the Wind, 1977, Allan King) et dans la fiction (The Ernie Game, 1967, Don Owen). Il excelle dans le film expérimental (Canadian Pacific, 1974, David Rimmer), genre illustré à l’est par Michael Snow (La Région centrale, 1970-1971).
Deux cinéastes atteignent une audience internationale. Le premier, Atom Egoyan, d’origine arménienne (The Adjuster, 1991 ; Calendar, 1993 ; Exotica, 1994 ; De beaux lendemains, 1997 ; Le Voyage de Félicia, 1999), qui rappelle la diversité du creuset canadien. Le deuxième, David Cronenberg, réalisateur de La Mouche (1986), de Faux-semblants (1988) de Crash (1996), Spider (2002), A History of Violence (2005) exploite avec raffinement des genres américains par excellence, horreur et fantastique, et s'impose comme l'un des meilleurs cinéastes des années 1990 et 2000. Mais le plus célèbre de tous est sans conteste James Cameron. Appuyé par des grands studios américains, il révolutionne dans les années 1980 la science-fiction avec Terminator (1984) et Aliens, le retour (1986), puis il s'impose définitivement comme l'un des plus grands réalisateurs du monde en dirigeant les deux plus grands succès de l'histoire du cinéma : Titanic (1997) et Avatar (2009).
Bien que de nombreux acteurs canadiens eussent réussi à Hollywood, ils ont souvent commencé leur carrière à Los Angeles, en dépit de Toronto, Vancouver ou Montréal qui sont des centres de cinéma en plein essor de leur propre patrie. Les plus populaires sont Dan Aykroyd, Jim Carrey, Michael J. Fox, Mike Myers, Leslie Nielsen, William Shatner, et Kiefer Sutherland.

## Accueil
Churchill's Island et Si cette planète vous tient à cœur reçoivent l'Oscar du meilleur court métrage documentaire. Neighbours est également récompensé en 1953, et c'est la première fois que l'ONF reçoit un Oscar,,. Les Crawley produisent 2 500 films et remportent plus de 200 prix au cours de leur carrière, dont l'Oscar du meilleur long métrage documentaire pour Le Skieur de l'Everest. Le château de sable, Special Delivery et Every Child reçoivent l'Oscar du meilleur court métrage d'animation,. Je trouverai un moyen reçoit l'Oscar du meilleur court métrage en prises de vues réelles.
Royal Journey de David Bairstow remporte le prix BAFTA du meilleur documentaire en 1952.
Le film de Colin Low, The Romance of Transportation in Canada, reçoit le prix du film d'animation au Festival de Cannes en 1953. Brault remporte le Prix du festival de Cannes du meilleur réalisateur pour Orders.

## Personnalités notables

### Réalisateurs
- Paul Almond
- James Cameron
- David Cronenberg
- Atom Egoyan
- Paul Haggis
- Norman Jewison
- Guy Maddin
- Sarah Polley
- Ivan Reitman
- Matthew Rankin
- Roger Spottiswoode

### Acteurs
- Pamela Anderson
- Dan Aykroyd
- Jay Baruchel
- Neve Campbell
- Jim Carrey
- Kim Cattrall
- Hayden Christensen
- Brendan Fehr
- Nathan Fillion
- Michael J. Fox
- Victor Garber
- Jessalyn Gilsig
- Ryan Gosling
- Graham Greene
- Tom Green
- Bruce Greenwood
- Natasha Henstridge
- Michael Ironside
- Stana Katic
- Evangeline Lilly
- Rachel McAdams
- Carrie-Anne Moss
- Mike Myers
- Leslie Nielsen
- Anna Paquin
- Christopher Plummer
- Sarah Polley
- Ryan Reynolds
- Seth Rogen
- William Shatner
- Donald Sutherland
- Kiefer Sutherland
- Finn Wolfhard